# FK Mladost Podgorica
FK Mladost Podgorica je černohorský fotbalový klub z Podgorice, který působí v černohorské první fotbalové lize. Klub byl založen v roce 1950 a svoje domácí utkání hraje na stadionu Cvijetni Brijeg s kapacitou 2 000 diváků.

## Výsledky v evropských pohárech
| Soutěž             | Sezóna  | Kolo        | Soupeř      | Doma | Venku | Celkem | Postup  |
| ------------------ | ------- | ----------- | ----------- | ---- | ----- | ------ | ------- |
| Evropská liga UEFA | 2013/14 | 1. předkolo | Videoton FC | 1:0  | 1:2   | 2:2    | postup  |
| Evropská liga UEFA | 2013/14 | 2. předkolo | FK Senica   | 2:2  | 1:0   | 3:2    | postup  |
| Evropská liga UEFA | 2013/14 | 3. předkolo | Sevilla FC  | 1:6  | 0:3   | 1:9    | vyřazen |